# Kengo Hirachi
Kengo Hirachi (平地 健吾, Hirachi Kengo, né le 30 novembre 1964) est un mathématicien japonais, spécialisé dans la géométrie CR et l'analyse mathématique.

## Biographie
Hirachi obtient à l'Université d'Osaka son BS en 1987, son MS en 1989 et son Dr.Sci., supervisé par Gen Komatsu, en 1994 avec une thèse La deuxième variation du noyau de Bergman pour les ellipsoïdes. Il est assistant de recherche de 1989 à 1996 et chargé de cours de 1996 à 2000 à l'Université d'Osaka. Il est professeur associé de 2000 à 2010 et professeur titulaire de 2010 à aujourd'hui à l'Université de Tokyo. Il est professeur invité au Mathematical Sciences Research Institute d'octobre 1995 à septembre 1996, à l'Erwin Schrödinger Institute for Mathematical Physics de mars 2004 à avril 2004, à l'Université de Princeton d'octobre 2004 à juillet 2005 et à l'Institute for Advanced Study. de janvier 2009 à avril 2009.
Il reçoit le prix Takebe Senior (1999) de la Société mathématique du Japon, le Prix de géométrie (2003) de la Société mathématique du Japon, le Prix Stefan Bergman (2006), le Prix Inoue pour la science (2012).